# Amphinecta mula
Amphinecta mula är en spindelart som beskrevs av Forster och Wilton 1973. Amphinecta mula ingår i släktet Amphinecta och familjen Amphinectidae. Inga underarter finns listade i Catalogue of Life.